# 1. florbalová liga žen 2003/2004
1. florbalová liga žen 2003/2004 byla 10. ročníkem nejvyšší ženské florbalové soutěže v Česku.
Soutěž odehrálo 12 týmů systémem dvakrát každý s každým. Prvních osm týmů postoupilo do play-off. Zbylé čtyři týmy hrály o sestup.
Pro tuto sezónu se spojily týmy Akcent Sparta Praha, RFK Pohoda Praha a druholigová FbŠ Praha do společného týmu FbŠ Pohoda.
Vítězem ročníku se počtvrté v řadě stal tým FBC Liberec Crazy Girls po porážce týmu Tatran Techtex Střešovice ve finále.
Nováčky v této sezoně byly týmy FBC Žďár nad Sázavou, USK Slávie Ústí nad Labem, FBK 001 Trutnov a FBC DDM 95 Kadaň. Žďár, Ústí a Trutnov postoupily po vítězství ve svých divizích 2. ligy v předchozím ročníku a nahradily sestupující týmy. Kadaň postoupila dodatečně z druhého místa, aby doplnila 1. ligu po sloučení týmů Sparty a Pohoda. Žďár do 1. ligy postoupil podruhé po dvou sezónách v 2. lize a dokázal postoupit do play-off. Kadaň postoupila také podruhé po jedné sezóně v nižší lize, a svoji účast v nejvyšší soutěži neudržela. Ústí a Trutnov postoupily poprvé, ale jen Ústí se v 1. lize udrželo a postoupilo do play-off.
Dále po pěti sezónách sestoupil tým UHC Ostrava a později se spojil s týmem FBC Ostrava.
Kamila Bočanová stanovila se 75 body nový rekord základní části, který v sezóně 2008/2009 dorovnala Ilona Novotná a v sezóně 2021/2022 Dominika Buczeková. Novotná s 26 body překonala rekord bodování play-off. Nový rekord vydržel 10 let kdy ho překonala Anet Jarolímová.

## Základní část
| Poř. | Tým                       | Záp. | Výh. | Rem.  | Pro. | Branky    | Body |
| ---- | ------------------------- | ---- | ---- | ----- | ---- | --------- | ---- |
| 1.   | Tatran Techtex Střešovice | 22   | 17   | 3 / 0 | 2    | 156 : 331 | 54   |
| 2.   | FBC Liberec Crazy Girls   | 22   | 16   | 4 / 0 | 2    | 137 : 481 | 52   |
| 3.   | HFK Děkanka               | 22   | 16   | 3 / 1 | 3    | 149 : 511 | 52   |
| 4.   | 1. SC SSK Vítkovice       | 22   | 15   | 1 / 0 | 6    | 116 : 501 | 46   |
| 5.   | FbŠ Pohoda                | 22   | 14   | 2 / 0 | 6    | 190 : 461 | 44   |
| 6.   | Bulldogs Brno             | 22   | 10   | 1 / 0 | 11   | 169 : 861 | 31   |
| 7.   | FBC Žďár nad Sázavou      | 22   | 9    | 3 / 1 | 10   | 176 : 851 | 31   |
| 8.   | USK Slávie Ústí nad Labem | 22   | 7    | 4 / 0 | 11   | 177 : 911 | 25   |
| 9.   | EMCO Lhokamo Praha        | 22   | 8    | 1 / 0 | 13   | 153 : 751 | 25   |
| 10.  | FBC DDM 95 Kadaň          | 22   | 4    | 1 / 0 | 17   | 151 : 131 | 13   |
| 11.  | FBK 001 Trutnov           | 22   | 4    | 1 / 0 | 17   | 137 : 122 | 13   |
| 12.  | UHC Ostrava               | 22   | 0    | 0 / 0 | 22   | 137 : 230 | 0    |

## Play-off
Čtvrtfinále se hrálo na dva vítězné zápasy, semifinále a finále na tři. O třetí místo se hrál jeden zápas.

### Pavouk
|  | Čtvrtfinále               | Čtvrtfinále             |                           |   | Semifinále | Semifinále |  |  | Finále | Finále |
|  |                           |                         |                           |   |            |            |  |  |        |        |
|  |                           |                         |                           |   |            |            |  |  |        |        |
|  | Tatran Techtex Střešovice | 2                       |                           |   |            |            |  |  |        |        |
|  | Tatran Techtex Střešovice | 2                       |                           |   |            |            |  |  |        |        |
|  | USK Slávie Ústí nad Labem | 0                       |                           |   |            |            |  |  |        |        |
|  | USK Slávie Ústí nad Labem | 0                       | Tatran Techtex Střešovice | 3 |            |            |  |  |        |        |
|  |                           |                         | Tatran Techtex Střešovice | 3 |            |            |  |  |        |        |
|  |                           | 1. SC SSK Vítkovice     | 0                         |   |            |            |  |  |        |        |
|  | 1. SC SSK Vítkovice       | 1. SC SSK Vítkovice     | 0                         | 2 |            |            |  |  |        |        |
|  | 1. SC SSK Vítkovice       |                         |                           | 2 |            |            |  |  |        |        |
|  | FbŠ Pohoda                | 0                       |                           |   |            |            |  |  |        |        |
|  | FbŠ Pohoda                | 0                       | Tatran Techtex Střešovice | 2 |            |            |  |  |        |        |
|  |                           |                         | Tatran Techtex Střešovice | 2 |            |            |  |  |        |        |
|  |                           | FBC Liberec Crazy Girls | 3                         |   |            |            |  |  |        |        |
|  | FBC Liberec Crazy Girls   | FBC Liberec Crazy Girls | 3                         | 2 |            |            |  |  |        |        |
|  | FBC Liberec Crazy Girls   |                         |                           | 2 |            |            |  |  |        |        |
|  | FBC Žďár nad Sázavou      | 0                       |                           |   |            |            |  |  |        |        |
|  | FBC Žďár nad Sázavou      | 0                       | FBC Liberec Crazy Girls   | 3 |            |            |  |  |        |        |
|  |                           |                         | FBC Liberec Crazy Girls   | 3 |            |            |  |  |        |        |
|  |                           | HFK Děkanka             | 1                         |   |            |            |  |  |        |        |
|  | HFK Děkanka               | HFK Děkanka             | 1                         | 2 |            |            |  |  |        |        |
|  | HFK Děkanka               |                         |                           | 2 |            |            |  |  |        |        |
|  | Bulldogs Brno             | 0                       |                           |   |            |            |  |  |        |        |
|  | Bulldogs Brno             | 0                       |                           |   |            |            |  |  |        |        |

### Čtvrtfinále
Tatran Techtex Střešovice – USK Slávie Ústí n/L 2 : 0 na zápasy
- Ústí – Tatran 2 : 13 (1:4, 0:6, 1:3)
- Tatran – Ústí 9 : 21 (1:0, 5:1, 3:1)

FBC Liberec Crazy Girls – FBC Žďár nad Sázavou 2 : 0 na zápasy
- Žďár – Liberec 11 : 6 (1:3, 0:1, 0:2)
- Liberec – Žďár 10 : 3 (3:1, 5:0, 2:2)

HFK Děkanka – Bulldogs Brno 2 : 0 na zápasy
- Bulldogs – Děkanka 3 : 9 (3:3, 0:2, 0:4)
- Děkanka – Bulldogs 6 : 1 (4:1, 0:0, 2:0)

1. SC SSK Vítkovice – FbŠ Pohoda 2 : 0 na zápasy
- Pohoda – Vítkovice 4 : 5 (1:2, 2:2, 1:1)
- Vítkovice – Pohoda 7 : 6 (2:2, 3:3, 2:1)

### Semifinále
Tatran Techtex Střešovice – 1. SC SSK Vítkovice 3 : 0 na zápasy
- Tatran – Vítkovice 18 : 21 (0:0, 6:2, 2:0)
- Tatran – Vítkovice 10 : 10 (4:1, 3:0, 3:0)
- Vítkovice – Tatran 12 : 10 (1:2, 0:4, 1:4)

FBC Liberec Crazy Girls – HFK Děkanka 3 : 1 na zápasy
- Liberec – Děkanka 8 : 4 (2:1, 5:1, 1:2)
- Liberec – Děkanka 6 : 2 (2:1, 2:0, 2:1)
- Děkanka – Liberec 5 : 4 p (3:1, 1:3, 0:0, 1:0)

### Finále
Tatran Techtex Střešovice – FBC Liberec Crazy Girls 2 : 3 na zápasy
- Tatran – Liberec 4 : 0 (1:0, 2:0, 1:0)
- Tatran – Liberec 2 : 3 (0:1, 1:1, 1:1)
- Liberec – Tatran 5 : 1 (2:1, 3:0, 0:0)
- Liberec – Tatran 1 : 2 (0:1, 0:1, 1:0)
- Tatran – Liberec 3 : 4 ts (0:1, 3:1, 0:1, 0:1)

### O 3. místo
HFK Děkanka – 1. SC SSK Vítkovice 5 : 6 (2:1, 2:3, 1:2)

### Konečná tabulka
| Pořadí           | Tým                       |
| ---------------- | ------------------------- |
| Zlatá medaile    | FBC Liberec Crazy Girls   |
| Stříbrná medaile | Tatran Techtex Střešovice |
| Bronzová medaile | 1. SC SSK Vítkovice       |
| 4.               | HFK Děkanka               |
| 5.               | FbŠ Pohoda                |
| 6.               | Bulldogs Brno             |
| 7.               | FBC Žďár nad Sázavou      |
| 8.               | USK Slávie Ústí n/L       |

## Play-down
| Poř. | Tým                | Záp. | Výh. | Rem. | Pro. | Branky   | Body | Poznámka |
| ---- | ------------------ | ---- | ---- | ---- | ---- | -------- | ---- | -------- |
| 9.   | EMCO Lhokamo Praha | 25   | 11   | 1/0  | 13   | 68 : 821 | 34   | 1. liga  |
| 10.  | FBC DDM 95 Kadaň   | 25   | 6    | 1/0  | 18   | 61 : 140 | 19   | sestup   |
| 11.  | FBK 001 Trutnov    | 25   | 4    | 2/0  | 19   | 40 : 128 | 14   | sestup   |
| 12.  | UHC Ostrava        | 25   | 0    | 1/1  | 24   | 44 : 243 | 2    | sestup   |